# دينيز غامزي إرغوفين
دينيز غامزي إرغوفين (بالتركية: Deniz Gamze Ergüven)‏ (ولدت في 4 يونيو 1978) مخرجة أفلام تركية فرنسية اشتهر بفيلمها "موستانج، تم ترشيحها للفوز بجائزة “غولدن غلوب”

## نشأتها
وُلدت إرغوفن في أنقرة، بتركيا، لكنه انتقل إلى فرنسا في ثمانينيات القرن العشرين. كبرت وذهبت إلى المدرسة في فرنسا. حضرت لا فيميس وتخرجت في عام 2008.

## روابط خارجية
- دينيز غامزي إرغوفين على موقع IMDb (الإنجليزية)
- دينيز غامزي إرغوفين على موقع قاعدة بيانات الأفلام العربية
- دينيز غامزي إرغوفين على موقع ألو سيني (الفرنسية)
- دينيز غامزي إرغوفين على موقع أول موفي (الإنجليزية)
- دينيز غامزي إرغوفين على موقع قاعدة بيانات الأفلام السويدية (السويدية)
- دينيز غامزي إرغوفين على موقع قاعدة بيانات الفيلم (الإنجليزية)
- دينيز غامزي إرغوفين على موقع كينوبويسك (الروسية)
- dgerguvenعلى تويتر.